# Paweł Yun Yu-il
Paweł Yun Yu-il (kor. 윤유일 바오로; ur. 1760 w Yeoju w Korei; zm. 28 czerwca 1795 w Seulu) – koreański męczennik, błogosławiony Kościoła katolickiego.
Yun Yu-il wiarę chrześcijańską poznał dzięki Ambrożemu Kwon Chel-sin i jego młodszemu bratu Franciszkowi Ksaweremu Kwon Il-sin. W 1789 roku został wysłany przez miejscowych katolików do wikariusza apostolskiego Pekinu Alexandre de Gouvea, w celu poinformowania go o ich sytuacji i omówienia przyszłości Kościoła w Korei. W 1790 roku spotkał zarówno biskupa, jak i misjonarzy lazarystów, z rąk których otrzymał chrzest.
W 1794 roku współuczestniczył w sprowadzeniu do Korei pierwszego katolickiego misjonarza Jakuba Zhou Wenmo. W niedługim czasie jego obecność w Korei stała się wiadoma władzom wrogo nastawionym do chrześcijan, co doprowadziło do uwięzienia najpierw Macieja Choe In-gil, a następnie Pawła Yun Yu-il i Saby Ji Hwang. Próbowano zmusić ich do zdradzenia miejsca pobytu księdza oraz do wyrzeczenia się wiary. Gdy usiłowania te zakończyły się niepowodzeniem zostali zamordowani 28 czerwca 1795 roku, a ich ciała wrzucono do rzeki Han-gang.
Młodszy brat Pawła Yun Yu-il Jakub Yun Yu-o również został męczennikiem z powodu wiary w 1801 roku, podobnie jak jego dwie kuzynki: Agata Yun Jeom-hye i Łucja Yun Un-hye.
Pawła Yun Yu-il beatyfikował papież Franciszek 16 sierpnia 2014 roku w grupie 124 męczenników koreańskich.
Wspominany jest 31 maja z grupą 124 męczenników koreańskich.